# Warmtink
Warmtink is een landgoed in de buurtschap Deldenerbroek in de Nederlandse gemeente Hof van Twente. In tegenstelling tot het in dezelfde buurtschap gelegen Backenhagen heeft het nooit havezaatsrechten gehad.

## Geschiedenis
Het Warmtink wordt voor het eerst vermeld in 1430. Willem Ribbert krijgt dan van zijn leenheer, graaf Otto van Bronkhorst en Borculo, toestemming een jaarlijkse rente van 6 mud rogge aan Johan Boningerhof te verkopen. Warmtink was leenroerig aan de heerlijkheid Borculo.
Na de Ribberts hoorde Warmtink lange tijd tot het bezit van de familie De Reijger. Vervolgens kwam het door vererving aan de families Van Limborg (1708) en Van Harde (circa 1720). Na het overlijden van de laatste Van Harde, Jan Willem Joseph (-1742), werden al zijn goederen, waaronder bijvoorbeeld ook de havezate Hagmeule, verkocht.
Warmtink werd gekocht door de in Delden en Amsterdam gevestigde koopmansfamilie Gewin. In 1816 verkochten de Gewins het landgoed aan de Almeloër Egbert Coster. Later werd het landhuis afgebroken en vervangen door een herenkamer bij een boerderij.

## Landgoed
Onder het Warmtink horen verschillende boerderijen. De boerderij Warmtink zelf, die net ten zuiden van de gracht gelegen was, verdween al in de achttiende eeuw. In 1806 hoorden de volgende erven bij het landgoed: Binnenveld, de Grote Elst, de Kleine Elst (in 1832 het Coenraad genaamd), de Braak, Berend Zatink, de Maat en de helft van de Helle.

## Huis Warmtink
In 1552 werd er een edelmanshuis op Warmtink gebouwd door Arend de Reijger en zijn vrouw Berte Mol. De gevelsteen is rond 1917 in de beek bij het erve Overbeek in Boekelo gemeente Enschede gevonden en daar in de gevel geplaatst. Het is pas deze eeuw bekend geworden dat de gevelsteen afkomstig was van 't Warmtink.
Getuige opgegraven fragmenten van tegels was het huis voorzien van een tegelkachel. Na een verbouwing in 1784 had het huis een nagenoeg vierkante plattegrond met twee bouwlagen met daaraan vast een langgerekt lager bouwhuis. In 1840 werd het huis gesloopt en een nieuwe boerderij op de huisplaats gebouwd voorzien van een herenkamer. Het grachtenstelsel is grotendeels behouden gebleven evenals een deel van de oude parkaanleg zoals lanen.

## Afbeeldingen
Van de directe omgeving van het landhuis zelf is een kaart uit 1778 bewaard gebleven. Er was toen al een aanleg in Engelse landschapsstijl. Het landhuis zelf staat afgebeeld op een schilderij van Anthony Oberman (1781-1845) uit 1807.